# Капела Госпе од Благовести у болници Шарл Фуа
Капела Госпе од Благовести у болници Шарл Фуа (фр. Chapelle Notre-Dame de l'Annonciation de l'hôpital Charles Foix) је католичка и болничка црква смештена у средишту главног дворишта болнице, и највећа капела у Долини Марне, која је задржала име старог хоспицијума Hôpital Notre-Dame-de-L'Annonciation dit Hospice des Incurables.

## Положај и заштита
Капела Госпе од Благовести налази се на адреси 3 avenue Victoria у Долини Марне у главном дворишту унутар комплекса болнице Шарл Фуа у Паризу.

## Историја
Ову капелу која је први пример примене металног оквира на неку верску зграду, саграђена је између 1865. и 1869. године по нацртима Théodore Labrouste, главног архитекта париских болница и хоспицијума у 19. веку.
Капела која је смештена у главном дворишту болнице Шарл Фуа, спада у највећа капела у Вал де Марне. У овој врло лепој капели се налази леп намештај и мермерни кенотаф кардинала   Rochefoucauld-а,  дело француског вајара  Philippe de Buyster, које датира из 17. века. 
У капели се чува неколико дела из капеле болнице Лаенек.
Фасаду су некада красиле четири статуе еванђелиста, постављене у четири нише, и урезани медаљони који представљају њихове симболе

## Изглед
Капела има облик простране цркве са бродом и пролазима омеђеним стубовима и трансептом. Фасаду су некада красиле статуе четворице еванђелиста.
Унутрашњост каоеле је типичног изгледа  за болничку капеле грађене 19. века (зидова обојених сивом бојом, једноставна проповедаоница, прозора од витража украшени обојеним обрубима).
У њој се налазе старе оргуље, изграђене у радионици Мерклин-Сцхутзе 1869. године.
У капели се налази гроб кардинал François de La Rochefoucauld (1558-1645) са мермерном бистом која је рад фламанског вајараPhilippe de Buyster-а.
Капела поседује литургијског намештаја укључујући и цео велики олтар (олтар, табернакул, олтарски део)